# Солунски фар
Солунският фар (на гръцки: Φάρος Θεσσαλονίκης) е морски фар на гръцкото беломорско крайбрежие. Намира се в град Солун, на Солунския залив, в административна област Централна Македония.
Фарът е разположен в административния комплекс на Солунското пристанище. Височината на фокусната му равнина е 10 m. Свети с бяло, зелено и червено пет секунди и пет секунди пауза. Има и радиомаяк. Фарът маркира дъното на Солунския залив, в който има още два фара - Вардарският на западния бряг и Карабурунският на източния бряг.